# Rotangowiec
Rotangowiec, garlica szarogłowa (Cryptophaps poecilorrhoa) – gatunek ptaka z rodziny gołębiowatych (Columbidae). Jest jedynym przedstawicielem rodzaju Cryptophaps. Gatunek bardzo słabo poznany. Wielkością przypomina grzywacza. Zamieszkuje lasy tropikalne Indonezji. Żywi się prawdopodobnie nasionami palm. Nie jest gatunkiem zagrożonym. Nie wyróżnia się podgatunków.

## Morfologia
Rotangowiec jest gatunkiem bardzo słabo poznanym. Na razie obserwuje się tylko pojedyncze osobniki, zazwyczaj siedzące w koronach drzew. Wielkością podobny jest do grzywacza, ale ogon ma dłuższy i krótsze skrzydła. Osiąga długość ciała do 47 cm. Wyglądem przypomina kukułkę. Upierzenie głowy, szyi i piersi jest szare z jaśniejszym czołem. Brzuch jest brązowy z ciemnym rysunkiem. Plecy, skrzydła oraz górna część ogona są szaroczarne. Na końcu ogona widoczny jasny pasek. Obie płcie są do siebie podobne.

## Występowanie i biotop
Rotangowiec jest endemicznym gatunkiem występującym tylko na jednej indonezyjskiej wyspie Sulawesi (Celebes). Jego naturalne środowisko stanowią tropikalne i subtropikalne lasy deszczowe położone na zboczach gór na wysokości 950–2300 m.

## Pokarm
Prawdopodobnie żywi się nasionami palm.

## Rozród
Biologia rozrodu tego gatunku nie została poznana.

## Zagrożenia i ochrona
Z powodu występowania jedynie na jednej wyspie mającej 189 216 km² powierzchni, gatunek ten może mieć ograniczony zasięg występowania, mimo tego nie uważa się, aby osiągnął próg zagrożenia na podstawie kryterium wielkości zasięgu. Liczebność populacji nie została określona, jednak również uważa się, że nie osiągnęła progu zagrożenia, mimo że nie jest on pospolitym gołębiem i spotyka się go stosunkowo rzadko. Ponieważ nie ma dowodów na istnienie jakichkolwiek spadków oraz zagrożeń gatunku, liczebność populacji wydaje się być stabilna. Dlatego gatunek jest uważany za niezagrożony.